# Фурешть
Фурешть, Фурешті (рум. Furești) — село у повіті Арджеш в Румунії. Входить до складу комуни Добрешть.
Село розташоване на відстані 95 км на північний захід від Бухареста, 20 км на північний схід від Пітешть, 122 км на північний схід від Крайови, 89 км на південний захід від Брашова.

## Населення
За даними перепису населення 2002 року у селі проживали 868 осіб, з них 864 особи (99,5%) румунів. Усі жителі села рідною мовою назвали румунську.